# Kissomlyó, Vas
Kissomlyó  este un sat în districtul Celldömölk, județul Vas, Ungaria, având o populație de 214 locuitori (2011). 

## Demografie
Componența etnică a satului Kissomlyó
     Maghiari (85,65%)
     Germani (9,72%)
     Necunoscut (4,63%)
     Alții (4,63%)
Componența confesională a satului Kissomlyó
     Romano-catolici (45,33%)
     Luterani (26,64%)
     Fără religie (7,01%)
     Reformați (5,14%)
     Necunoscută (15,89%)
Conform recensământului din 2011, satul Kissomlyó avea 214 locuitori. Din punct de vedere etnic, majoritatea locuitorilor (85,65%) erau maghiari, cu o minoritate de germani (9,72%). Apartenența etnică nu este cunoscută în cazul a 4,63% din locuitori. Nu există o religie majoritară, locuitorii fiind romano-catolici (45,33%), luterani (26,64%), persoane fără religie (7,01%) și reformați (5,14%). Pentru 15,89% din locuitori nu este cunoscută apartenența confesională.